# Scienza olistica
La scienza olistica è un paradigma interpretativo che concepisce la realtà come il prodotto di una complessa e reciproca interazione fra le sue parti. Non è una disciplina scientifica, ma definisce piuttosto un approccio filosofico in cui vengono considerate le proprietà emergenti più macroscopiche nell'applicazione del metodo scientifico, spesso utilizzando un metodo ampiamente interdisciplinare o multidisciplinare. Privilegiando una visione di sintesi, questo approccio si contrappone pertanto alla tradizione puramente analitica, tipica del riduzionismo e del meccanicismo, che si propone di interpretare i sistemi complessi dividendoli nelle loro componenti e studiandone separatamente le proprietà.

## Aspetti centrali dell'approccio olistico
Il termine "scienza olistica" è stato usato come categoria per includere numerosi campi di ricerca scientifica. Questi campi, considerati potenzialmente olistici, hanno alcune caratteristiche in comune:
1. sono multidisciplinari;
2. sono incentrati sul comportamento dei sistemi complessi;
3. riconoscono il meccanismo del feedback tra sistemi come elemento cruciale per la comprensione del loro comportamento.

Il Santa Fe Institute, un centro di ricerca olistica negli USA, esprime così questo concetto:
Le due caratteristiche principali dello stile di ricerca del SFI sono l'indirizzo verso un approccio multidisciplinare e l'enfasi sullo studio di problemi che prevedono interazioni complesse tra le loro parti costituenti.

## Opposizione al riduzionismo
Alcuni sostenitori dell'olismo considerano la scienza ortodossa come scienza riduzionista ed il paradigma riduzionista come riduzionismo sfrenato. Questa definizione allude alla tendenza della scienza classica a procedere con un approccio modulare: a dividere, cioè, un sistema in parti più semplici da studiare.
La convinzione dell'olismo è che può esistere una differenza qualitativa tra un sistema e la somma delle sue parti: la suddivisione in moduli può portare all'errore. L'approccio quindi si diversifica non tanto per l'oggetto dello studio, quanto per i metodi e le basi scelte per studiarlo.
Detto questo, i metodi olistici generalmente non sono in contrapposizione al metodo scientifico classico. In particolare nel caso in cui gli scienziati olistici provengano da un background scientifico standard, l'approccio olistico tende ad essere una sintesi dei due. Ad esempio, la psicologia della Gestalt nasce a partire dalla psicologia sperimentale classica.

## Esempi di campi di studio scientifico olistico
Molte discipline scientifiche sono influenzate dal paradigma olistico. In alcune l'olismo è ampiamente accettato come corrente principale, mentre in altre esso è considerato protoscientifico, se non pseudoscientifico.

### Dinamiche dei sistemi
Nello studio delle dinamiche dei sistemi, che nasce al MIT, il metodo scientifico è organizzato secondo un paradigma olistico, ma i risultati della scienza riduzionista vengono utilizzati per definire le relazioni tra variabili statiche nella procedura di modelling e quindi per consentire la simulazione delle dinamiche del sistema studiato.

### Teoria della complessità
La ricerca sulla teoria della complessità, fortemente improntata in senso olistico, è iniziata negli anni Ottanta al Santa Fe Institute, che è tuttora leader nel campo.

### Scienze cognitive
Il campo delle scienze cognitive, che hanno come oggetto di studio la mente e l'intelligenza, presenta alcune forme di approccio olistico. Questo è ad esempio il caso della teoria unificata della cognitività di Allen Newell e di molte altre, che si basano sul concetto di emergenza, intesa come l'interrelazione di molte entità che vanno a costituire un insieme funzionale. Al contrario, gli approcci non olistici funzionalisti in questo campo includono ad esempio il paradigma della modularità della mente.
Le scienze cognitive non si limitano solo a studiare la mente umana: esistono anche ricerche scientifiche olistiche sulla cognitività animale (Mark Bekoff).

### Reti neurali e intelligenza artificiale
Un altro campo di ricerca olistica riguarda il tentativo di simulare il cervello umano e di costruire sistemi che funzionino alla stessa maniera. Questa disciplina viene chiamata intelligenza artificiale: in particolare il sotto-campo delle reti neurali viene considerato olistico, poiché si basa sull'assunto che le connessioni e i feedback tra nodi semplici collegati in un sistema possano dare origine ad un comportamento intelligente o comunque basato sulla cognitività.

### Altri esempi
- L'ecologia, o scienza ecologica, può essere intesa come lo studio della biosfera come risultato delle interrelazioni tra popolazioni, comunità, ecosistemi.
- Lo studio dei cambiamenti climatici può essere considerato uno studio olistico, poiché il clima (e la Terra stessa) è un sistema complesso. La quasi totalità dei climatologi intende questo nell'accezione della dinamica dei sistemi, ma alcuni studiosi ritengono che non si possa applicare al clima un metodo di studio scientifico con le tecnologie attualmente a disposizione.
- È in atto un progetto chiamato "Progetto di Coscienza Globale" (Global Consciousness Project) che utilizza una rete fisica di generatori di numeri casuali per registrare eventi di importanza globale, allo scopo di valutare l'ipotesi che esista una sorta di "coscienza umana collettiva" in azione nel mondo.
- Nel 1810, Johann Wolfgang von Goethe pubblicò un libro, La Teoria dei Colori (Das Farbenlehre), che criticava radicalmente non solo i principi di ottica newtoniana dominanti a quel tempo, ma anche l'intera metodologia illuminista della scienza riduzionista. Nonostante la teoria non sia stata ben accettata dagli scienziati del tempo, Goethe, uno degli intellettuali più importanti dell'Europa moderna, la considerava il suo risultato più importante. I teorici e gli scienziati olistici di oggi come Rupert Sheldrake considerano La teoria dei colori uno dei migliori esempi di scienza olistica.

## Scienza olistica in ambito accademico
Probabilmente a causa della natura multidisciplinare dell'approccio olistico, c'è voluto del tempo prima che le istituzioni accademiche si aprissero alle idee olistiche. Alcune università hanno aperto centri dedicati a discipline in cui il paradigma olistico è predominante. Tra queste possiamo citare la University of Michigan (Center for the Study of Complex Systems), la Princeton University (il Global Consciousness Project), la Rice University (Cognitive Sciences Program), e la London Metropolitan University (Centre for Postsecular Studies). Lo Schumaker College, nel Regno Unito, offre un corso di laurea in Scienza Olistica. Esistono anche numerose istituzioni accademiche non universitarie dedicate alla scienza olistica o aperte alle idee olistiche, ad esempio il Santa Fe Institute e il Scientific and Medical Network in Europa.

## Controversie
Secondo il giornalista scientifico John Horgan si tratta di pseudoscienza, poiché non applica rigorosamente il metodo scientifico nonostante usi un linguaggio apparentemente scientifico. Egli vede nella scienza olistica un modello di "criticalità autoorganizzata" che è "meramente una descrizione, una delle tante, delle fluttuazioni casuali, del rumore di fondo che permea la natura." Dal suo punto di vista questo modello "non può generare né specifiche predizioni riguardo alla natura, né risultati significativi". .